# Paracelsus
Paracelsus (/ˌpærəˈsɛlsəs/; tên khai sinh Philippus Aureolus Theophrastus Bombastus von Hohenheim, 11 tháng 11 hay 17 tháng 12 năm 1493 - 24 tháng 9 năm 1541) là một bác sĩ, nhà thực vật học, nhà giả kim thuật, nhà chiêm tinh học người Đức gốc Thụy Sĩ. Ông đã thành lập bộ môn độc chất học. Ông cũng được biết đến như một nhà cách mạng khi chỉ sử dụng các quan sát tự nhiên, thay vì tham khảo các văn bản cổ, nhằm phát triển hành nghề y học trong thời đại ông sống. Ông cũng là người đã cho kẽm một cái tên khi gọi nó là zincum. Tâm lý học hiện đại thường xuyên ghi công ông là người đầu tiên lưu ý rằng một số bệnh bắt nguồn từ rối loạn tâm thần.

## Tác phẩm
Xuất bản khi còn sống

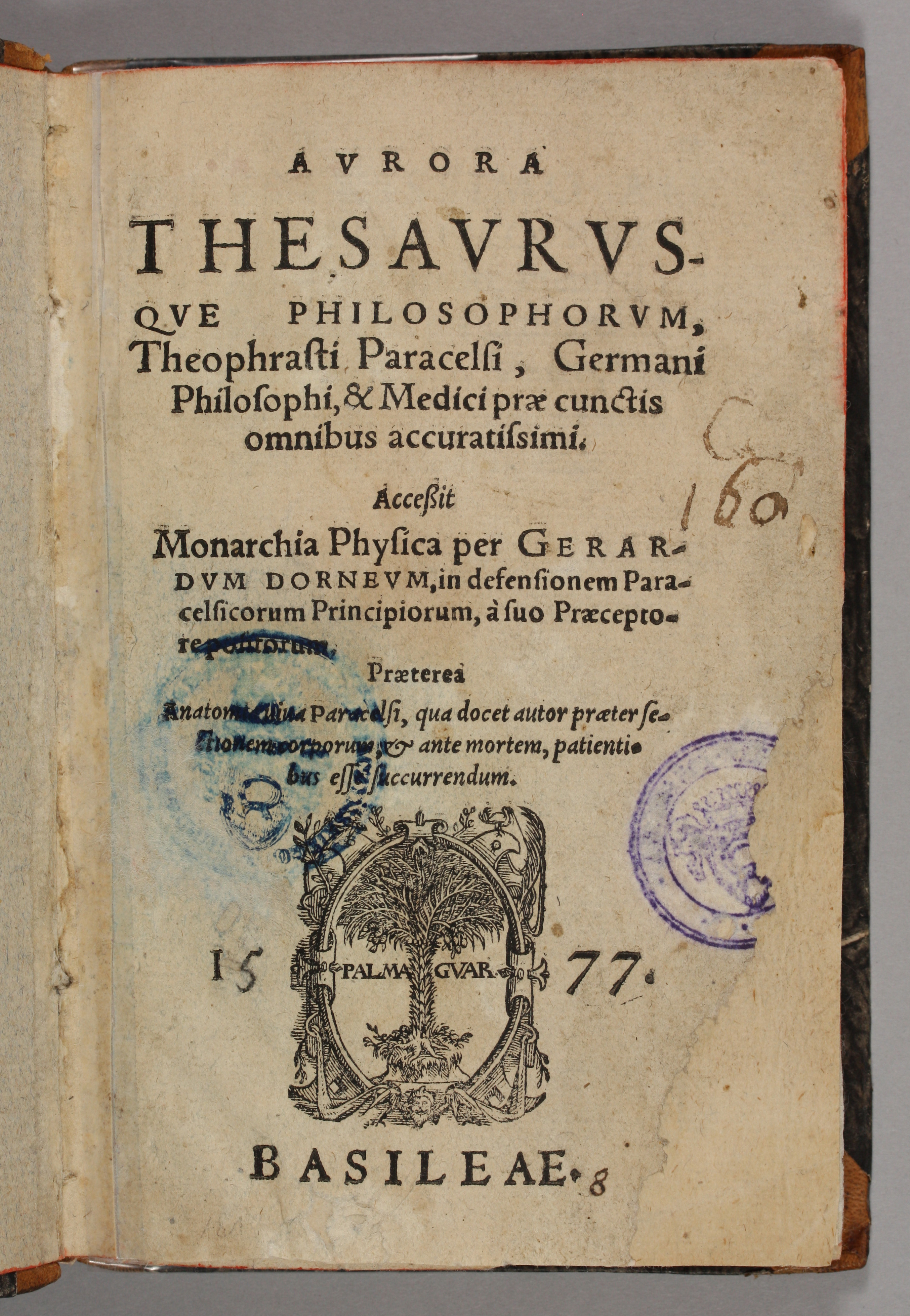
Aurora thesaurusque philosophorum, 1577

- Die große Wundarzney Ulm, 1536 (Hans Varnier); Augsburg (Haynrich Stayner (=Steyner)), 1536; Frankfurt/ M. (Georg Raben/ Weygand Hanen), 1536.
- Vom Holz Guaico, 1529.
- Von der Frantzösischen kranckheit Drey Bücher, 1530.
- Vonn dem Bad Pfeffers in Oberschwytz gelegen, 1535.
- Prognostications, 1536.

Xuất bản sau khi mất
- Wundt unnd Leibartznei. Frankfurt/ M., 1549 (Christian Egenolff); 1555 (Christian Egenolff); 1561 (Chr. Egenolff Erben).
- Von der Wundartzney: Ph. Theophrasti von Hohenheim, beyder Artzney Doctoris, 4 Bücher. (Peter Perna), 1577.
- Von den Krankheiten so die Vernunfft Berauben. Basel, 1567.
- Archidoxa. Kraków, 1569.
- Kleine Wundartzney. Basel (Peter Perna), 1579.
- Opus Chirurgicum, Bodenstein, Basel, 1581.
- Huser quart edition (medicinal and philosophical treatises), Basel, 1589.
- Chirurgical works (Huser), Basel, 1591 und 1605 (Zetzner).
- Straßburg edition (medicinal and philosophical treatises), 1603.
- Kleine Wund-Artzney. Straßburg (Ledertz) 1608.
- Opera omnia medico-chemico-chirurgica, Genevae, Vol3, 1658.
- Philosophia magna, tractus aliquot, Cöln, 1567.
- Philosophiae et Medicinae utriusque compendium, Basel, 1568.
- Liber de Nymphis, sylphis, pygmaeis et salamandris et de caeteris spiritibus

### Các bản dịch tiếng Anh
- Wouter Hanegraaff (Ed.): Paracelsus (Theophrastus Bombastus von Hohenheim, 1494-1541). Essential Theoretical Writings. Edited and translated with a Commentary and Introduction by Andrew Weeks. Brill, Leiden/Boston 2008, ISBN 978-90-04-15756-9.
- Paracelsus: Selected Writings ed. with an introduction by Jolande Jacobi, trans. Norbert Guterman, New York: Pantheon, 1951 reprinted Princeton 1988
- The Hermetic And Alchemical Writings Of Paracelsus, Two Volumes, translated by Arthur Edward Waite, London, 1894. (in Google books), see also a revised 2002 edition (preview only) Partial contents: Coelum Philosophorum; The Book Concerning The Tincture Of The Philosophers; The Treasure of Treasures for Alchemists; The Aurora of the Philosophers; Alchemical Catechism.
- The Archidoxes of Magic by Theophrastus Paracelsus, translated by Robert Turner. Facsimile reprint of the 1656 edition with introduction by Stephen Skinner, Ibis Publishing, 2004.

### Tiểu sử trực tuyến
- Digital library, University of Braunschweig
- Zürich Paracelsus Project
- Dana F. Sutton, An Analytic Bibliography of Online Neo-Latin Texts, Philological Museum, University of Birmingham — A collection of "digital photographic reproductions", or online editions of the Neo-Latin works of the Renaissance.